# 弘妃由美
弘妃 由美（ひろき ゆみ、1971年1月7日 - ）は､キングレコードに所属し、アニメ主題歌を中心に活躍した歌手。血液型はO型。身長161cm。趣味・特技はスポーツ全般。両親ともに俳優である倉多爽平と瞳麗子の間に生まれる。兄はプロゴルファーの額賀靖生。
芸名は弘妃由実と記される事もある。
1989年、テレビアニメ『獣神ライガー』の主題歌「怒りの獣神」でデビュー、同年の日本アニメ大賞の最優秀主題歌賞を受賞。番組終了後もプロレスラーの獣神ライガー（後のサンダー・ライガー）の入場テーマとして長きにわたり使用されていた。
フジテレビ系アニメ『人魚姫 マリーナの冒険』の主題歌なども歌っている。

## ディスコグラフィ
- 「怒りの獣神」
- 「奇跡の獣神」
- 「鏡の子守り歌」
- 「反逆の戦士～リュウ・ドルクのテーマ～」
- 「the fire」
- 「夢みるmermaid」
- 「さよならストレンジャー・デイズ」